# Новолиповка
Новолиповка — село в Советском районе Саратовской области.

## Название
Немецкое название Фрезенталь в честь колонистского чиновника А. Фрезе. Также было известно как Ней-Шефер.

## История
Основано в 1849 году. Основатели 45 семей из колонии Рейнгардт. Колония Александерге принадлежала к Нидеркараманскому (Нижне-Караманскому) округу (с 1871 года — Нижне-Караманской волости) Новоузенского уезда Самарской губернии.
В 1862 году основан лютеранский приход. Часть жителей составляли меннониты. В 1871 году открыто земское училище.
После образования трудовой коммуны (автономной области) немцев Поволжья и до ликвидации АССР немцев Поволжья в 1941 году, село Фрезенталь — административный центр Фрезентальского сельского совета Мариентальского кантона.
В связи с голодом, прокатившемся по Поволжью в 1921-22 гг., произошло резкое сокращение численности населения в крае. В 1921 году в селе родилось 59 человек, умерли — 102. В 1926 году в селе имелись сельскохозяйственное кредитное товарищество, начальная и семилетняя школы, детский дом.
28 августа 1941 года был издан Указ Президиума ВС СССР о переселении немцев, проживающих в районах Поволжья. Немецкое население депортировано, село, как и другие населённые пункты Мариентальского кантона было включено в состав Саратовской области.

## Физико-географическая характеристика
Село находится в Низком Заволжье, в пределах Сыртовой равнины, относящейся к Восточно-Европейской равнине, на левом берегу реки Большой Караман. В окрестностях имеются пруды. Рельеф местности равнинный, полого-увалистый. В окрестностях населённого пункта распространены тёмно-каштановые почвы солонцеватые и солончаковые. Почвообразующие породы — глины и суглинки.
По автомобильным дорогам расстояние до районного центра посёлка городского типа Степное составляет 49 км, до города Энгельс — 92 км, до областного центра города Саратова — 100 км.
Часовой пояс
Новолиповка, как и вся Саратовская область, находится в часовой зоне МСК+1. Смещение применяемого времени относительно UTC составляет +4:00.

## Население
Динамика численности населения по годам:
| 1860  | 1883 | 1889 | 1897  | 1905 | 1910  | 1920  |
| ----- | ---- | ---- | ----- | ---- | ----- | ----- |
| 375   | ↗462 | ↗733 | ↗859  | ↗888 | ↗1239 | ↗1580 |
| 1922  | 1923 | 1926 | 1931  | 2002 | 2010  |       |
| ↘1236 | ↘781 | ↗888 | ↗1041 | ↘222 | ↘168  |       |

В 1931 году немцы составляли 100 % населения села